# Familjeförvirringen
Familjeförvirringen (originaltitel: Family Switch) är en amerikansk familje- och komedifilm som hade premiär på Netflix den 30  november 2023. Filmen är regisserad av McG och baserad på Amy Krouse Rosenthals barnbok Bedtime for Mommy från 2010.

## Handling
Filmen kretsar kring familjen Walker som byter kroppar vid högst opassande tillfällen. Det sker exempelvis under en intervju för att komma in på college, under en fotbollsuttagning och under en jobbintervju.

## Rollista (i urval)
- Jennifer Garner - Jess Walker
- Ed Helms - Bill Walker
- Emma Myers - CC Walker
- Brady Noon - Wyatt Walker
- Rita Moreno
- Matthias Schweighöfer
- Bashir Salahuddin
- Ilia Isorelýs Paulino
- Fortune Feimster
- Xosha Roquemore
- Paul Scheer
- King Bach
- Pete Holmes
- Naomi Ekperigin
- Dan Finnerty
- Cyrus Arnold